# Émagramme

Exemple d'émagramme.

L’émagramme, l'un des quatre diagrammes thermodynamiques utilisés pour analyser la structure thermique de l'atmosphère, est utilisé pour pointer la température et le point de rosée provenant d'un sondage aérologique par radiosondes, d'un avion ou extrapolés par satellite. Les axes de l'émagramme sont ceux de température (T) et du logarithme de la pression (P) dans un repère semi-logarithmique. Ces axes sont perpendiculaires dans le diagramme original mais la version la plus courante est celle dont l'axe des températures est à 45 degrés vers la droite, cette dernière étant appelée SkewT aux États-Unis et émagramme 761 en France,.
L'émagramme a été développé en 1884 par Heinrich Hertz. Dans sa forme originale, il est surtout utilisé en Europe. En pointant la température et le point de rosée sur l'émagramme, on peut calculer la stabilité de l'air et l'Énergie potentielle de convection disponible (EPCD), connu comme CAPE en anglais. Les vents aux différents niveaux de pression sont souvent ajoutés dans la marge sous forme de barbules.

## Description
L'axe de pression est celui vertical exprimée en millibar (mb) ou hectopascal (hPa). L'espacement est logarithmique, c'est-à-dire que la distance entre {\displaystyle P_{2}} et {\displaystyle P_{1000hPa}} est :
{\displaystyle \log P_{1000hPa}-\log P_{2}}
Comme la variation de la pression avec l'altitude est logarithmique, on peut ajouter à l'axe vertical une correspondance linéaire de hauteur en kilomètres en utilisant l'hypothèse de l'Atmosphère normalisée.
L'axe horizontal est celui des isothermes de température et il est linéaire. Dans le cas de l'émagramme original, cet axe est perpendiculaire à celui des pressions. Les lignes représentant la décompression adiabatique sèche sont à près de 45 degrés vers la gauche des isobares. Les isoplèthes du rapport de mélange sont presque droites et verticales, et les pseudo-adiabatiques saturées sont des droites légèrement inclinés vers la gauche de la verticale.

## Émagramme à 45 degrés
Dans le cas de l'émagramme le plus courant, l'axe des températures fait un angle vers la droite de 45 degrés avec la verticale et les autres lignes deviennent des courbes expliquées dans l'article sur le SkewT. Cette rotation de l'axe des températures permet de tracer les température et points de rosée à une plus grande altitude sur une feuille de grandeur équivalente à celle d'un émagramme classique.